# Pattinaggio di velocità ai XIII Giochi olimpici invernali
Ai XIII Giochi olimpici invernali del 1980 a Lake Placid (Stati Uniti), vennero assegnate medaglie in nove specialità del pattinaggiò di velocità.

## Risultati

### Gare maschili

#### 500 m
| Posizione | Atleta          | Nazione          | Tempo |
| --------- | --------------- | ---------------- | ----- |
| 1         | Eric Heiden     | Stati Uniti      | 38,03 |
| 2         | Evgenij Kulikov | Unione Sovietica | 38,37 |
| 3         | Lieuwe de Boer  | Paesi Bassi      | 38,48 |

#### 1000 m
| Posizione | Atleta           | Nazione          | Tempo   |
| --------- | ---------------- | ---------------- | ------- |
| 1         | Eric Heiden      | Stati Uniti      | 1:15,18 |
| 2         | Gaétan Boucher   | Canada           | 1:16,68 |
| 3         | Frode Rønning    | Norvegia         | 1:16,91 |
|           | Vladimir Lobanov | Unione Sovietica | 1:16,91 |

#### 1500 m
| Posizione | Atleta                | Nazione     | Tempo   |
| --------- | --------------------- | ----------- | ------- |
| 1         | Eric Heiden           | Stati Uniti | 1:55,44 |
| 2         | Kay Arne Stenshjemmet | Norvegia    | 1:56,81 |
| 3         | Terje Andersen        | Norvegia    | 1:56,92 |

#### 5000 m
| Posizione | Atleta                | Nazione     | Tempo   |
| --------- | --------------------- | ----------- | ------- |
| 1         | Eric Heiden           | Stati Uniti | 7:02,29 |
| 2         | Kay Arne Stenshjemmet | Norvegia    | 7:03,28 |
| 3         | Tom Erik Oxholm       | Norvegia    | 7:05,59 |

#### 10000 m
| Posizione | Atleta          | Nazione     | Tempo    |
| --------- | --------------- | ----------- | -------- |
| 1         | Eric Heiden     | Stati Uniti | 14:28,13 |
| 2         | Piet Kleine     | Paesi Bassi | 14:36,03 |
| 3         | Tom Erik Oxholm | Norvegia    | 14:36,60 |

### Gare femminili

#### 500 m
| Posizione | Atleta             | Nazione          | Tempo |
| --------- | ------------------ | ---------------- | ----- |
| 1         | Karin Enke         | Germania Est     | 41,78 |
| 2         | Leah Poulos        | Stati Uniti      | 42,26 |
| 3         | Natal'ja Petrusëva | Unione Sovietica | 42,42 |

#### 1000 m
| Posizione | Atleta             | Nazione          | Tempo   |
| --------- | ------------------ | ---------------- | ------- |
| 1         | Natal'ja Petrusëva | Unione Sovietica | 1:24,10 |
| 2         | Leah Poulos        | Stati Uniti      | 1:25,41 |
| 3         | Sylvia Albrecht    | Germania Est     | 1:26,46 |

#### 1500 m
| Posizione | Atleta         | Nazione      | Tempo   |
| --------- | -------------- | ------------ | ------- |
| 1         | Annie Borckink | Paesi Bassi  | 2:10,95 |
| 2         | Ria Visser     | Paesi Bassi  | 2:12,35 |
| 3         | Sabine Becker  | Germania Est | 2:12,38 |

#### 3000 m
| Posizione | Atleta           | Nazione      | Tempo   |
| --------- | ---------------- | ------------ | ------- |
| 1         | Bjørg Eva Jensen | Norvegia     | 4:32,13 |
| 2         | Sabine Becker    | Germania Est | 4:32,79 |
| 3         | Elisabeth Heiden | Stati Uniti  | 4:33,77 |

## Medagliere per nazioni
| Pos | Nazione          | Oro | Argento | Bronzo | Totale |
| --- | ---------------- | --- | ------- | ------ | ------ |
| 1   | Stati Uniti      | 5   | 2       | 1      | 8      |
| 2   | Norvegia         | 1   | 2       | 4      | 7      |
| 3   | Paesi Bassi      | 1   | 2       | 1      | 4      |
| 4   | Germania Est     | 1   | 1       | 2      | 4      |
| 4   | Unione Sovietica | 1   | 1       | 2      | 4      |
| 6   | Canada           | 0   | 1       | 0      | 1      |